# ОАП (Братислава)
ОАП Братислава (словац. OAP Bratislava), повна назва — Дивізіон армійських спортсменів Братислави (словац. Oddiel armádnych pretekárov Bratislava) — словацький армійський футбольний клуб, який існував у 1941—1944 роках у незалежній Словацькій державі.
У 1940 році міністр оборони Фердинанд Чатлош видав наказ, згідно з яким усі футболісти при проходженні основної військової служби повинні були виступати за новостворений армійський клуб. Він був заснований 21 січня 1941 року і наступного року пробився до найвищого дивізіону. У 1943 році ОАП став чемпіоном Словаччини. За нього грали зокрема такі провідні футболісти, як Йозеф Марко та Міхал Бенедикович. Гравці ОАП мали перевагу уникати бойового розгортання. У 1944 році, коли режим Йозефа Тісо був на межі зникнення, клуб припинив свою діяльність, а гравців закликали до зброї.

## Історія
У жовтні 1940 року в Міністерстві національної оборони була створена посада референта фізкультури, яку очолив олімпієць-офіцер Йозеф Бенедик. Вже в тому році, після відбору, футболістів і хокеїстів викликали до Братислави, де вони були зосереджені в казармах на Тегельному полі. Створення ОАП офіційно можна датувати 21 січня 1941 року, коли було видано відповідний наказ міністра національної оборони. Під час Другої світової війни багато футболістів проходили військову службу, тому виникла потреба у створенні клубу. Тренером команди став Леопольд Штястний.
У дебютному сезоні 1941/42 була зібрана сильна команда, яка легко виграла другий словацький дивізіон і вийшла у Першу лігу, а вже наступного року команда стала чемпіоном Словаччини з перевагою в сім очок.
У наступний сезон ОАП знову увійшов з найвищими амбіціями, але цього разу команда виступала не так вдало і фінішувала на другому місці з відставанням у 7 очок.
Сезон 1944/45 ОАП розпочав дуже добре, обігравши «Ружомберок» (3:1) і «Пряшів» (6:0), Однак після цього ліга була перервана Словацьким національним повстанням, а коли Словацька національна рада, як найвищий орган словацького опору, прийшла до влади, усі змагання припинилися.
ОАП було остаточно розпущено в жовтні 1944 року після різних переміщень його відділів.

## Статистика виступів
| Словацька республіка (1938—1944) |                     |        |    |    |   |   |    |    |     |    |    |
| Сезони                           | Ліга                | Рівень | І  | В  | Н | П | МЗ | МП | РМ  | О  | М  |
| 1941/42                          | Словацький дивізіон | 2      | 20 | 16 | 1 | 3 | 90 | 30 | +60 | 33 | 1. |
| 1942/43                          | Перша ліга          | 1      | 22 | 17 | 3 | 2 | 91 | 26 | +65 | 37 | 1. |
| 1943/44                          | Перша ліга          | 1      | 22 | 14 | 3 | 5 | 57 | 26 | +31 | 31 | 2. |

## Склад
- 1941/42

Ян Шармір — Віліам Ванак, Ян Грівнак, Тібор Ковач, Йозеф Тібенський, Кароль Гашпар, Мартін Матушек, Габріель Ференчик, Йозеф Кухар, Павол Осланський, Дубовський, Станкович, Фекете, Войтех Федор, Квасніца, Антон Пажицький. Тренер — Леопольд Штястний.
- 1942/43

Теодор Рейманн, Ян Шармір — Віліам Ванак, Павол Голян, Ян Грівнак, Тібор Ковач, Франтішек Надь, Йозеф Тібенський, Кароль Гашпар, Франтішек Болчек, Йозеф Бєлек, Йозеф Балажі, Мілан Рідль, Йозеф Кухар, Павол Осланський, Франтішек Висоцький, Мирослав Петрашек, Йозеф Улегла, Рудольф Янчек, Кордош, Міхал Штібрані, Людовіт Венутті, Штефан Рампачек, Павол Беняч. Тренер — Леопольд Штястний.
- 1943/44

Теодор Рейманн, Франтішек Боледович — Владимир Венглар, Фердинанд Махачек, Ондрей Льорінц, Мікулаш Кашшай, Йозеф Марко, Міхал Бенедикович, Штефан Гюртлер, Штефан Шипка, Міхал Вічан, Франтішек Кушнір, Юлій Коростелєв, Антон Белеш, Франтішек Надь, Йозеф Балажі, Мирослав Петрашек, Францішек Висоцький, Войтех Захар. Тренер — Леопольд Штястний.

## Дербі
Після створення ОАП у футбольній Братиславі виникло перше дербі двох найкращих і водночас найсильніших місцевих клубів. Головним суперником «армійців» став клуб СК «Братислава», з яким ОАП протягом усіх сезонів боровся за чемпіонство.
- 1-е дербі — (5 листопада 1942; 9-й тур ліги)

ОАП - СК 1:0
Гол: Петрашек, 12 000 глядачів
Армія: Рейманн — Ванак, Рідль — Гашпар, Т. Ковач, Й. Тібенський — Болчек, Балаж, Петрашек, Бєлек, Висоцький
СК: Шанс — Венглар, Радо — Юркович, Порубський, Е. Ковач — Арпас, Ходак, Біро, Лукнар, Подградський
- 2. дербі — (24 червня 1943; 22 тур ліги)

СК — ОАП 2: 1 (2:0)
Голи: Квасніца (2.), Арпаш (37.) — Балажі (61.), 8 000 глядачів, арбітр Ян Бізік
СК: Томанович — Гріко, Ходак — Лукнар, Бачкор, Жачек — Зані, Квасніца, Тегельгофф, Арпаш, Подградський
ОАП: Рейманн — Ванак, Рідл — Гашпар, Ковач, Тібенський — Болчек, Бєлек, Балажі, Осланський, Висоцький
- 3-е дербі (24 жовтня 1943; 10-й тур ліги)

ОАП — СК 0:0
12 000 глядачів
ОАП: Рейманн — Венглар, Рідль — Бєлек (К), Надь, Ласік — Белеш, Марко, Балажі, Петрашек, Висоцький
СК: Томанович — Ванак, Ходак (К) — Карел, Бачкор, Жацек — Квасніца, Арпаш, Тегельгофф, Лукнар, Подградський
- 4. дербі (11 червня 1944; 21 тур ліги)

СК — ОАП 2:3 (0: 0)
Голи: Лукнар (52.), Подградський (55.) — Балажі 2 (23 і 84), Шипка (65), 8 000 глядачів
ШК: Ванатка — Жачек, Ходак — Швантнер, Бачкор, Йозеф Карел — Зані, Арпаш, Тегельгофф, Лукнар, Подградський
ОАП: Рейманн — Венглар, Рідль — Бєлек, Марко, Бенедікович — Балажі, Белеш, Шипка, Кушнір, Висоцький
- 5-е дербі (8 жовтня 1944)

ОАП — СК 2:1 (1: 0)
Голи: Марко, Кушнір — Карел, 4 000 глядачів
СК : Ванатка — Ходак, Шимкович — Бачкор, Ванак, Карел — Зані, Арпаш, Тегельгофф, Лукнар, Подградський
ОАП : Громніца — Венглар, Рідль — Бенедікович, Бєлек, Коростелєв, Марко, Захар, Велебний, Кушнір
Загальний баланс — СК: 5 матчів, 3 перемоги ОАП, 1 перемога СК, 1 нічия, різниця голів 7:5 на користь ОАП.